# Tower of God
Tower of God ist ein südkoreanischer Webtoon, der von Lee Jong-hui (auch bekannt unter dem Pseudonym SIU (Slave. In. Utero)) gezeichnet wird. Es wurde 2010 als erste Geschichte im Talse Uzer-Universum veröffentlicht. Der Webtoon wird kostenlos auf den Plattformen Naver und Line Webtoon veröffentlicht. Bis Februar 2020 hat Tower of God weltweit 4,5 Milliarden Aufrufe gesammelt. Tower of God wurde von Naver offiziell in acht Sprachen und durch Fanübersetzungen auf der offiziellen Plattform in 20 weitere Sprachen übersetzt. Eine Anime-Adaption der Serie lief 2020 und 2024. Tower of God ist der erste Anime, der aus dem Webtoon-Crunchyroll-Deal hervorging. Es wird von Telecom Animation Film bzw. The Answer Studio animiert.

## Entstehung
Der Autor Lee Jong-hui studierte Bildende Kunst auf Universitätsniveau, bevor er zum südkoreanischen Militär eingezogen wurde. Auf Anraten eines älteren Militärs, begann Jong-hui Cartoons zu zeichnen. Während dieser Zeit zeichnete er Übungs-Cartoons, die insgesamt zehn Schulhefte umfassten. Diese Übungs-Cartoons bilden das Rückgrat des Tower of God-Comics, den er später für das Internet zu erstellen begann. Jong-hui plant wichtige Ereignisse und Charaktere manchmal mehr als acht Jahre im Voraus, und teilt nach Veröffentlichung jedes Kapitels häufig zusätzliche Informationen über die Welt von Tower of God in seinem Blogpost mit. Tower of God wurde 2010 das erste Mal in Südkoreanisch veröffentlicht. Vier Jahre nach Beginn der Serie erhielt Tower of God offizielle Übersetzungen von Line Webtoon. Bisher wurde die Reihe auch in 17 Sammelbänden veröffentlicht (Stand: Oktober 2024).

## Handlung
Tower of God dreht sich um den Jungen Twenty-Fifth Bam, der den größten Teil seines Lebens alleine in einer Höhle verbracht hat. Seine einzige Gesellschaft ist seine enge Freundin Rachel, die ihn gelegentlich besucht. Rachel hat den Wunsch, die Sterne zu sehen und beschließt daher, einen sagenhaften Turm zu betreten und zu erklimmen. Sie will Bam zurücklassen, allerdings folgt er ihr zur Tür des Turms. Durch seine Sehnsucht nach ihr schafft er es, die Tür des Turmes zu öffnen und betritt den Turm, um ihr zu folgen. Im Verlauf der Handlung werden die Überlieferungen, die Geschichten und die Motivationen wichtiger Charaktere und Fraktionen erläutert, die das Schicksal des Turms über 10.000 Jahre lang bestimmten oder zu ändern versuchten. Nach und nach werden Geheimnisse enthüllt und hinzugefügt, während die Leser etwas über die Kämpfe und Erfolge der Bewohner des Turms erfahren.

## Szenario

### Der Turm
Der Turm ist eine mysteriöse Struktur, die vollständig umschlossen ist und viele einzigartige Umgebungen beherbergt. Der Turm besteht aus mindestens 134 Etagen, wobei jede Etage etwa die Größe des nordamerikanischen Kontinents besitzt. Es wird von einer ätherischen Substanz namens „Shinsu“ durchdrungen. Die Etagen existieren weitestgehend unabhängig von den Anderen und jede Etage hat oft ihre eigenen Kultur-, Sprach- und Regierungssysteme. Der Turm wird von Daseinsformen von unterschiedlichster Gestalt bewohnt. Jede Etage besitzt einen Wächter, oder auch Verwalter genannt. Dadurch, dass die Wächter das Shinsu beherrschen, besitzen sie gottgleiche Macht und die Besonderheiten der Wächter bestimmen die Besonderheiten jeder Etage. Da die Wächter meist nur selten eingreifen, bestimmen sie meist einen Ranker als Herrscher der Etage.
Etagenübergreifend wird der Turm von König Jahad beherrscht. Dieser eroberte vor langer Zeit zusammen mit den „10 großen Kriegern“ den Turm und schloss Verträge mit den Wächtern, um seine Macht zu sichern und zu erhalten. Die zehn Krieger gründeten Familien, welche enormen Einfluss besitzen.

### Erwählte
Die meisten Bewohner leben ihr ganzes Leben auf einer Etage und viele sind sich der Existenz des Turmes nicht einmal bewusst. Allerdings werden einige von ihnen vom Wächter der ersten Etage, Headon, ausgewählt den Turm zu erklimmen. Sie werden Erwählte genannt. Erwählte beginnen ab Etage 2 den Turm „hinaufzusteigen“. Dabei müssen sie auf jeder Etage schwierige, teils lebensgefährliche Prüfungen bestehen, um zur nächsten Etage zu gelangen. Je höher die Etage, desto schwieriger und mörderischer werden die Tests. Schafft ein Erwählter es bis zum obersten Stockwerk aufzusteigen, erhält er, abhängig von seiner Stärke und seinem Einfluss, einen Rang und wird somit zum Ranker. Ranker dürfen zwischen den Etagen reisen und erhalten aufgrund ihrer Macht große Privilegien.
Sehr selten schafft es ein Individuum die Türen des Turmes zu öffnen und erhält ebenfalls die Möglichkeit den Turm zu erklimmen. Diese Personen werden als Irreguläre oder Unerwählte bezeichnet. Die bisherigen Irregulären sind die mächtigsten Individuen des Turms und sind nicht an die Regeln des Turmes gebunden. So gelang es dem Irregulären namens Enryu sogar einen Wächter zu töten.

### Shinsu
Shinsu, grob übersetzt als „göttliches Wasser“, ist eine Substanz, die im Turm in unterschiedlichen Konzentrationen auf jeder Etage vorkommt. Es verhält sich wie ein Energiefeld und durchfließt den gesamten Turm. In den unteren Etagen ist Shinsu diffus und leicht wie Luft. Je höher man steigt, desto mehr nimmt die Konzentration des Shinsus zu, wodurch es eher wie Wasser fließt. Je höher die Konzentration wird, desto schwerer fallen Bewegungen und nur mit einem hohen „Shinsu-Widerstand“ ist es einem möglich, sich in den oberen Etagen überhaupt noch zu bewegen.
Durch die Manipulation von Shinsu ist es einem möglich, die eigenen Fähigkeiten zu verbessern, Waffen und Geschosse zu erschaffen oder auch die Elemente zu manipulieren. Die Möglichkeit der Verwendung von Shinsu sind endlos. So kann auch das Altern verlangsamt werden, wodurch sogar Personen effektiv unsterblich werden können. Bevor man auf einer Etage beginnen kann, Shinsu zu manipulieren, muss man darüber einen Vertrag mit dem Wächter eingehen. Einzig Irreguläre scheinen von dieser Restriktion ausgenommen zu sein.

### Positionen
Die meisten Kämpfe im Turm werden in Gruppen ausgetragen. Jede Person in einem Team spielt eine bestimmte Rolle im Kampf, die als Positionen bezeichnet werden. Es gibt fünf Grundpositionen: Fischer, Speerträger, Lichtträger, Späher und Wellenherrscher.

## Charaktere
Twenty-Fifth Bam/Jue Viole Grace
Twenty-Fifth Bam ist der Protagonist von Tower of God. Bam ist der letzte Unerwählte der den Turm betritt. Wegen seines jungen Alters und seiner Naivität ähneln seine Fähigkeiten nicht denen, für die frühere Unerwählte bekannt sind. Bam betritt den Turm auf der Suche nach seiner besten Freundin Rachel, der einzigen Person, die ihn in den Jahren der Isolation, die er in einer Höhle unter dem Turm verbrachte, besuchte und für ihn sorgte. Nach dem Betreten des Turms wird ihm gesagt, dass alle Antworten, die er sucht, beantwortet werden, wenn er den Turm besteigt. Als Bedingung muss er eine scheinbar unmögliche und tödliche Prüfung bestehen. Bam ist erfolgreich und darf in den zweiten Stock ziehen, wo alle angehenden Erwählten ihren Aufstieg beginnen. Bam findet mehrere Freunde unter den Kandidaten, mit denen er viele Tests besteht.
Bam kehrt in „Tower of God: Part 2“ zurück, welcher sechs Jahre nach der ursprünglichen Geschichte stattfindet. Er nutzt dort sein Pseudonym Jue Viole Grace. In dieser Geschichte steht Bam unter der Kontrolle der berüchtigten Anti-Jahad-Gruppe FUG. Um seine alten Teamkameraden zu schützen, arbeitet er mit ihnen zusammen. Doch nicht lange danach stellen seine alten Teamkollegen fest, dass er am Leben ist und unter dem Pseudonym Jue Viole Grace agiert. Sie legen einen Plan fest, um Bam von FUG zu befreien. Der Plan geht auf und Bam wurde von der Kontrolle FUGs befreit. Danach durchlaufen Bam und seine Teamkollegen eine Reihe von Abenteuern mit dem Hell Express.
Bam kehrt wieder in „Tower of God: Part 3“ zurück, der einige Jahre nach der Schlacht um die letzte Station stattfindet. Ha Jin Sung, Bams Lehrer in FUG, wurde von Kallavan gefangen genommen, der die Kontrolle über eine "Korps" in Jahads Armee hat. Um Jin Sung Ha zu retten, braucht Bam Hilfe vom König der Hunde, Yama Baylord, einem FUG-Jäger. Er und seine Teamkollegen machen sich auf den Weg zu einem Abenteuer im Käfig, in dem die Hunde leben.
Rachel
Rachel war Bams beste Freundin, bis sie den Turm betrat und eine Erwählte wurde. Sie möchte die Sterne am Nachthimmel oben auf dem Turm sehen und ist entschlossen, sie mit allen Mitteln zu erreichen. Dieser Wunsch kommt von ihrer Angst vor der Dunkelheit der Nacht. Später wird sie verwundet und gibt vor, schwer verkrüppelt zu sein. An diesem Punkt erklärt Bam, dass er „ihre Beine“ sein und ihr helfen wird, den Turm weiter zu besteigen. In einem späteren Test beschließt sie, Bam zu verraten und versucht ihn zu töten. Sie überzeugt seine Freunde, dass Bam gestorben ist. Sie profitiert vom Mitleid der Gruppe, die die von Bam begonnene Aufgabe fortsetzen will: Rachel auf die Spitze des Turms zu tragen. Sechs Jahre später findet Bam heraus, dass Rachel Teil der FUG ist. Sie geht dann mit  Aguero Agnes Khun und klettert auf den Turm. Rachel und zwei neue Teamkollegen in ihrem neuen Team, beschließen die Gruppe zu verraten. Sie töten einen und verletzen einen anderen aus ihrem Team. Sie trifft Bam bald wieder, nur um ihn wieder wegzuschieben. Rachel trifft eine Frau namens Yura Ha im Zug und sie werden Freunde. Sie verspricht Yura die Sterne zu zeigen. Für ihre eigenen Zwecke beschließt sie, dem ehemaligen FUG-Jäger „White“ zu helfen.
Aguero Agnes Khun
Aguero Agnes Khun stammt aus einer der 10 Großen Familien, die den Turm zum ersten Mal bestiegen haben, und ist der Sohn des Familienoberhaupts Eduan Khun. Er trifft Bam im ersten Test des zweiten Stocks und hält ihn für interessant genug, um ihm beim Aufstieg auf den Turm zu begleiten und ihm zu helfen. Er und Rak werden schnell Bams engste Freunde. Er befindet sich normalerweise in der Position des Lichtträgers, aber es hat sich gezeigt, dass er auch zu einfachen Nahkämpfen fähig ist, wenn die Situation dies erfordert.
Rak Wraithraiser
Rak Wraithraiser ist ein großer, mächtiger und sehr selbstbewusster Träger. Er tat sich zu Beginn der Geschichte unfreiwillig mit Twenty-Fifth Bam und Khun Aguero Agnes zusammen und wurde bei den folgenden Tests schnell an sie gebunden. Aufgrund seiner Reptilien-ähnlichen Eigenschaften wird er manchmal als „Alligator“ oder „Gator“ und sogar als „Krokodil“ bezeichnet. Rak bezeichnet seine Freunde und Menschen, denen er begegnet, als „Schildkröten“ in verschiedenen Farben und Merkmalen (z. B. schwarze Schildkröte, blaue Schildkröte, verrückte Schildkröte); der Begriff, mit dem er auch seine „Beute“ ernsthaft anspricht. Rak kann seine Größe ändern, sodass er kleiner und kompakter ist, da er ein Kompressions-Lizensor ist, um auch trotz seiner Größe überall durchzupassen. Rak kann Steine und Felsen kontrollieren. Er ist möglicherweise ein Nachkomme einer ausgestorbenen einheimischen Spezies des Turmes.

## Anime-Serie
Eine Adaption als Anime-Fernsehserie wurde auf der Seoul Comic-Con im August 2019 angekündigt. Sie ist die erste Anime-Serie, die aus dem Webtoon-Crunchyroll-Deal hervorgeht und läuft als ein Crunchyroll Original. Die Serie wurde vom 1. April 2020 bis zum 24. Juni 2020 gleichzeitig unter anderem in Japan, Südkorea und den USA ausgestrahlt. Die Serie wird von Telecom Animation Film produziert, wobei die Aniplex-Tochter Rialto Entertainment für die japanische Produktion verantwortlich ist und Sola Entertainment das Produktionsmanagement übernimmt. Die Anime-Serie wird seit dem 1. April 2020 in Südkorea im Naver Series On, beim koreanischen Fernsehsender Aniplus und in Japan auf verschiedenen TV-Sendern sowie außerhalb Asiens von Crunchyroll erstausgestrahlt. Regie führt Takashi Sano mit Hirokazu Hanai als Regieassistentin, Erika Yoshida ist als Hauptautorin der Serie verantwortlich, Masashi Kudo und Miho Tanino sind die Charakterdesigner der Serie und Kevin Penkin komponiert die Musik. Die südkoreanische Band Stray Kids spielt das Eröffnungs-Titellied Top und das End-Titellied Slump auf Japanisch und Koreanisch für die jeweiligen Sprach-Dubs. Die Serie läuft über 13 Folgen.
Vom 7. Juli bis 29. Dezember 2024 lief eine zweite Staffel, die 26 Episoden beinhaltet. Das Studio wechselte zu The Answer Studio; die Regie übernahm Kazuyoshi Takeuchi. Sowohl das erste Opening als auch Ending stammen von NiziU und tragen die Titel Rise Up bzw. Believe. Das zweite Opening und Ending stammen von Stray Kids und heißen Night bzw. Falling Up.

### Synchronisation
| Rolle                            | Japanische Stimme (Seiyū) |
| -------------------------------- | ------------------------- |
| Twenty-Fifth Bam/Jue Viole Grace | Taichi Ichikawa           |
| Rachel                           | Saori Hayami              |
| Khun Aguero Agnes                | Nobuhiko Okamoto          |
| Rak Wraithraiser                 | Kenta Miyake              |
| Ja Wangnan                       |                           |
| Hwa Ryun                         |                           |
| White                            |                           |
| Urek Mazino                      |                           |
| Enryu                            |                           |
| Endorsi Jahad                    | Rie Suegara               |
| Anak Jahad                       | Akira Sekine              |
| Ha Jinsung                       |                           |

### Episodenliste
| Nr. (ges.) | Nr. (St.) | Deutscher Titel              | Originaltitel                         | Erstausstrahlung Japan, Südkorea | Deutschsprachige Erstausstrahlung (D) |
| ---------- | --------- | ---------------------------- | ------------------------------------- | -------------------------------- | ------------------------------------- |
| 1          | 1         | Die Kugel                    | BALL                                  | 1. Apr. 2020                     | –                                     |
| 2          | 2         | 3/400 (Drei aus Vierhundert) | 400分の3 (Yonhyaku-bun no San)        | 8. Apr. 2020                     | –                                     |
| 3          | 3         | Die Tür der Wahrheit         | 正解の扉 (Seikai no Tobira)           | 15. Apr. 2020                    | –                                     |
| 4          | 4         | Das Aprilgrün                | 緑の四月 (Midori no Shigatsu)         | 22. Apr. 2020                    | –                                     |
| 5          | 5         | Der Verbleib der Krone       | 王冠の行方 (Ōkan no yukue)            | 29. Apr. 2020                    | –                                     |
| 6          | 6         | Zuteilung der Position       | ポジション分け (Pojishon wake)        | 6. Mai 2020                      | –                                     |
| 7          | 7         | Mahlzeit und Fangen          | ご飯と鬼ごっこ (Gohan to Onigokko)    | 13. Mai 2020                     | –                                     |
| 8          | 8         | Khuns Kabale                 | クンの策略 (Kun no Sakuryaku)         | 20. Mai 2020                     | –                                     |
| 9          | 9         | Einhörniger Teufel           | 片角の鬼 (Katakaku no Oni)            | 27. Mai 2020                     | –                                     |
| 10         | 10        | Jenseits der Trauer          | 悲しみの先に (Kanashimi no Saki ni)   | 3. Juni 2020                     | –                                     |
| 11         | 11        | Unterwasserjagd (Teil 1)     | 潜魚狩り(前編) (Sengyo kari (Zenpen)) | 10. Juni 2020                    | –                                     |
| 12         | 12        | Unterwasserjagd (Teil 2)     | 潜魚狩り(後編) (Sengyo kari (Kōhen))  | 17. Juni 2020                    | –                                     |
| 13         | 13        | Epilog                       | 神之塔 (Kami no Tō)                   | 24. Juni 2020                    | –                                     |

## Andere Medien

### Mobil-Spiel
2013 veröffentlichte Naver auf Google Play ein mobiles Rollenspiel, das auf Tower of God basiert und von Sunrise entwickelt wurde. Das Spiel zog kurz nach seiner ersten Veröffentlichung 120 Millionen Spieler an. Die Entwicklung des Rollenspiels Tower of God wurde nach seiner ersten Veröffentlichung zwei Jahre lang fortgesetzt. 2016 wurde das Spiel vollständig kommerziell veröffentlicht. Im Februar 2016 gehörte das Spiel zu den Top 5 der beliebtesten Spiele in der südkoreanischen Version von Google Play. Im Spiel kann ein Spieler einen der Charaktere aus dem Webtoon auswählen. jedes repräsentiert eine eindeutige Klasse.

### Merchandise
Naver verkauft eine Vielzahl von Waren zu Tower of God, unter anderem Figuren. Während der kommerziellen Veröffentlichung des Rollenspiels Tower of God veröffentlichte Naver limitierte Artikel im Wert von 30.000 Südkoreanischen Won.